# Beryl W. Sprinkel
Beryl Wayne Sprinkel (ur. 20 listopada 1923, zm. 22 sierpnia 2009) – amerykański ekonomista, przewodniczący Zespołu Doradców Ekonomicznych od 18 kwietnia 1985 do 21 stycznia 1989.